# Adam Kennedy (actor)
Adam Kennedy (10 de marzo de 1922-16 de octubre de 1997) fue un actor, guionista, novelista y pintor de estadounidense, conocido por interpretar al editor de periódicos Dion Patrick en treinta y siete episodios de la primera temporada, 1957–1958, de la serie televisiva de la NBC de género western The Californians.

## Primeros años
Nacido en Otterbein (Indiana), Kennedy se graduó en la Universidad DePauw de Greencastle (Indiana). Estudió interpretación bajo la tutela de Sanford Meisner en el Neighborhood Playhouse de Manhattan, Nueva York.
El primer trabajo interpretativo de Kennedy, aunque sin créditos, le llegó a los treinta y tres años de edad, cuando encarnó a Yip Ryan en el film de 1955 The Court-Martial of Billy Mitchell. En dicha producción trabajaban Gary Cooper y Dayton Lummis. 

## Carrera
En 1956 participó en dos series: Chevron Hall of Stars, en el episodio "In a Small Motel", y  en la producción patrocinada por Heinz Studio 57, en la entrega titulada "Outpost". En 1957 actuó en dos shows televisivos relativos a la Armada de los Estados Unidos: Men of Annapolis ("Mister Number Five") y The Silent Service ("The Spearfish Delivers"). Ese mismo año intervino en la producción de la CBS Dick Powell's Zane Grey Theater encarnando a Adam Dempster en el capítulo "A Man on the Run".
Elegido para el elenco de The Californians, Kennedy actuó, entre otros episodios, en "Skeleton in the Closet", "Pipeline", "The Foundling", "Second Trial", "The Inner Circle", "The Golden Bride", "Murietta", "Shanghai Queen", "Bridal Bouquet", y "Golden Grapes", su última actuación en el swow, emitida el 17 de junio de 1958. En la serie trabajó junto a Sean McClory y Herbert Rudley.
Entre 1955 y 1958 Kennedy hizo cuatro papeles diferentes en la serie de la CBS Schlitz Playhouse of Stars: Charlie en "The Careless Cadet", George en "Always the Best Man", Johnnie en "The Blue Hotel", y Steve Elliot en "The Trouble with Ruth". Además, en 1959 trabajó junto a Mary Astor, Suzanne Pleshette y Inger Stevens en el capítulo "Dairy of a Nurse" del show de la CBS Playhouse 90.
Para la producción de la CBS Gunsmoke fue Andy Travis en "Kite's Reward" (1955) y Bert Wells en "Gentleman's Disagreement" (1960). En 1962 encarnó a Sam Hagen en el episodio "Stopover in Paradise", perteneciente a otro show del género western, también de la CBS, Frontier Circus, protagonizado por Chill Wills. Además, en 1965 fue Brock Hayden en el show de la NBC The Doctors. Su última actuación para la pequeña pantalla tuvo lugar en el telefilm de 1980 Act of Love, protagonizado por Ron Howard y Robert Foxworth y dirigido por Jud Taylor.
Tras finalizar su carrera interpretativa, Kennedy adaptó para el cine una novela, resultando el film rodado por Stanley Kramer en 1977 The Domino Principle, protagonizado por Gene Hackman. Kennedy escribió otros nueve guiones, entre ellos los de Raise the Titanic, The Dove y Barlow's Kingdom. Además escribió veinte novelas, incluyendo The Killing Season (1967), Maggie D. (1973), Just Like Humphrey Bogart (1978), The Fires of Summer (1987) y Somebody's Fool (1993). Las pinturas al óleo y las acuarelas de Kennedy se han expuesto tanto en los Estados Unidos como en Europa, y en 1952 fue considerado en París el más influyente pintor estadounidense de la ciudad.
Kennedy estuvo casado con Susan Adams, con la que tuvo dos hijos, Regan Kennedy y Jack Kennedy, y una hija, Anne Kennedy. Adam Kennedy falleció a causa de un infarto agudo de miocardio en su domicilio en Kent (Connecticut) en 1997. Tenía 75 años de edad.